# سیمون ارانوویچ
سیمون ارانوویچ (انگلیسی: Semyon Aranovich; ۲۳ ژوئیهٔ ۱۹۳۴ – ۸ سپتامبر ۱۹۹۶) کارگردان فیلم، و فیلم‌نامه‌نویس اهل اتحاد جماهیر شوروی سوسیالیستی بود.
وی همچنین برندهٔ جوایزی همچون جایزه نیکا، جایزه دولتی اتحاد شوروی، و هنرمند مردمی روسیه شده‌است.